# Kristallen Film
Le Kristallen Film (en français : film de cristal) est un prix cinématographique néerlandais attribué aux documentaires néerlandais qui dépassent 10 000 entrées au cinéma. Le prix est décerné collectivement aux réalisateur, producteur et acteur(s) principaux du film.
Le prix est décerné à l'initiative du Festival du cinéma néerlandais d'Utrecht et du Fonds néerlandais pour le film (nl), en complément du veau d'or.
Ce Film de cristal a vocation à mettre l'accent sur le documentaire dans la production cinématographique néerlandaise. Le premier film à recevoir cette distinction est Stand van de maan (nl) (2004), qui franchit la barre des 10 000 entrées le 21 juin 2005.

## Films ayant remporté le Kristallen Film
| Kristallen Film obtenu pour avoir accueilli plus de 10 000 spectateurs en salle | Kristallen Film obtenu pour avoir accueilli plus de 10 000 spectateurs en salle | Kristallen Film obtenu pour avoir accueilli plus de 10 000 spectateurs en salle | Kristallen Film obtenu pour avoir accueilli plus de 10 000 spectateurs en salle | Kristallen Film obtenu pour avoir accueilli plus de 10 000 spectateurs en salle |
| Année                                                                           | Titre                                                                           | Réalisateur                                                                     | Date de sortie                                                                  | Date d'attribution du prix                                                      |
| ------------------------------------------------------------------------------- | ------------------------------------------------------------------------------- | ------------------------------------------------------------------------------- | ------------------------------------------------------------------------------- | ------------------------------------------------------------------------------- |
| 2005                                                                            | Stand van de maan (nl)                                                          |                                                                                 | 6 janvier 2005                                                                  | 21 juin 2005                                                                    |
| 2005                                                                            | Zielen van Napels (nl)                                                          |                                                                                 | 18 août 2005                                                                    | 21 décembre 2005                                                                |
| 2006                                                                            | Buddha’s Lost Children (nl)                                                     |                                                                                 | 7 septembre 2006                                                                | 25 septembre 2006                                                               |
| 2006                                                                            | Forever (nl)                                                                    |                                                                                 | 12 octobre 2006                                                                 | 23 novembre 2006                                                                |
| 2007                                                                            | 4 Elements (nl)                                                                 |                                                                                 | 30 novembre 2006                                                                | 10 janvier 2007                                                                 |
| 2007                                                                            | Goud (nl)                                                                       |                                                                                 | 4 octobre 2007                                                                  | 17 octobre 2007                                                                 |
| 2008                                                                            | El Olvido                                                                       |                                                                                 | 23 octobre 2008                                                                 | 11 décembre 2008                                                                |
| 2009                                                                            | Contractpensions (nl)                                                           |                                                                                 | 11 janvier 2009                                                                 | 1er novembre 2009                                                               |
| 2010                                                                            | JANINE                                                                          |                                                                                 | 7 octobre 2010                                                                  | 16 novembre 2010                                                                |
| 2010                                                                            | Position Among the Stars (en)                                                   |                                                                                 | 18 novembre 2010                                                                | 22 avril 2011                                                                   |
| 2011                                                                            | Stand van de Sterren (nl)                                                       |                                                                                 | 3 mars 2011                                                                     | 22 avril 2011                                                                   |
| 2011                                                                            | Ouwehoeren (nl)                                                                 |                                                                                 | 1er décembre 2011                                                               | 30 décembre 2011                                                                |
| 2012                                                                            | Over Canto (nl)                                                                 |                                                                                 | 8 décembre 2011                                                                 | 13 février 2012                                                                 |
| 2014                                                                            | Buitenkampers - boekan main, boekan main!                                       |                                                                                 | 29 septembre 2013                                                               | 10 février 2014                                                                 |
| 2014                                                                            | The Other Side of the Heart Is White (nl)                                       |                                                                                 | 12 février 2014                                                                 | 23 février 2014                                                                 |
| 2014                                                                            | Om de wereld in 50 concerten                                                    |                                                                                 | 12 novembre 2014                                                                |                                                                                 |
| 2015                                                                            | Holland: Natuur in de Delta (nl)                                                |                                                                                 | 12 septembre 2015                                                               |                                                                                 |
| 2015                                                                            | Het nieuwe Rijksmuseum - De film                                                |                                                                                 | 11 décembre 2014                                                                |                                                                                 |
| 2015                                                                            | Erbarme Dich - Matthäus Passion Stories                                         | Ramon Gieling                                                                   | 12 février 2015                                                                 | 18 mars 2015                                                                    |
| 2015                                                                            | Sergio Herman, fucking perfect                                                  |                                                                                 | 12 mars 2015                                                                    |                                                                                 |
| 2015                                                                            | A Family Affair                                                                 |                                                                                 | 19 novembre 2015                                                                |                                                                                 |
| 2016                                                                            | Nieuwe Helden - In het hart van de Tour (nl)                                    |                                                                                 | 14 avril 2014                                                                   | 25 janvier 2016                                                                 |
| 2016                                                                            | De Matthäus missie van Reinbert de Leeuw                                        |                                                                                 | 13 octobre 2016                                                                 |                                                                                 |
| 2016                                                                            | De kinderen van juf Kiet                                                        |                                                                                 |                                                                                 |                                                                                 |
| 2016                                                                            | Down to Earth (2016)                                                            |                                                                                 | 20 octobre 2016                                                                 |                                                                                 |
| 2016                                                                            | Ants on a Shrimp                                                                |                                                                                 | 16 février 2016                                                                 |                                                                                 |
| 2016                                                                            | Strike a Pose                                                                   |                                                                                 | 15 février 2016                                                                 |                                                                                 |
| 2016                                                                            | Jheronimus Bosch, Geraakt door de duivel                                        |                                                                                 | 7 janvier 2016                                                                  |                                                                                 |
| 2017                                                                            | 0,03 seconde                                                                    |                                                                                 | 13 avril 2017                                                                   |                                                                                 |
| 2017                                                                            | Liefde is aardappelen                                                           |                                                                                 | 12 octobre 2017                                                                 |                                                                                 |
| 2017                                                                            | Amsterdam Wildlife                                                              |                                                                                 | 5 décembre 2015                                                                 |                                                                                 |
| 2017                                                                            | Het doet zo zeer                                                                |                                                                                 | 28 janvier 2017                                                                 |                                                                                 |
| 2018                                                                            | Wad: overleven op de grens van water en land                                    |                                                                                 | 1er octobre 2018                                                                |                                                                                 |
| 2018                                                                            | Escher: het oneindige zoeken                                                    |                                                                                 | 12 avril 2018                                                                   |                                                                                 |
| 2018                                                                            | Klanken van oorsprong                                                           |                                                                                 | 13 juin 2018                                                                    |                                                                                 |
| 2018                                                                            | Doof kind                                                                       |                                                                                 | 16 novembre 2017                                                                |                                                                                 |
| 2018                                                                            | De wilde stad                                                                   |                                                                                 | 1er mars 2018                                                                   |                                                                                 |
| 2018                                                                            | Wild                                                                            |                                                                                 | 1er février 2018                                                                |                                                                                 |
| 2018                                                                            | Nao 't Zuuje                                                                    |                                                                                 | 11 janvier 2018                                                                 |                                                                                 |
|                                                                                 | Wad                                                                             | Ruben Smit (nl)                                                                 |                                                                                 |                                                                                 |
|                                                                                 | Escher: het oneindige zoeken                                                    | Robin Lutz                                                                      |                                                                                 |                                                                                 |
|                                                                                 | Klanken van oorsprong                                                           | Hetty Naaijkens-Retel Helmrich                                                  |                                                                                 |                                                                                 |
| 2019                                                                            | Thunderdome Never Dies                                                          | Ted Alkemade et Vera Holland                                                    | 14 novembre 2019                                                                | 25 novembre 2019                                                                |